# Rhosus isabella
Rhosus isabella är en fjärilsart som beskrevs av Paul Dognin 1898. Rhosus isabella ingår i släktet Rhosus och familjen nattflyn. Inga underarter finns listade.